# Корона (Стефана)

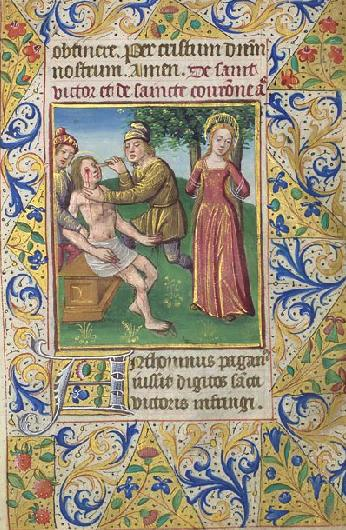
Святі Віктор і Корона

Свята Корона або Стефаніда (нім. Corona або Korona; або Stephana; бл. 160, в Єгипті чи Сирії — 177) — ранньохристиянська мучениця. З католицької точки зору вона — покровителька грошей, м'ясників і шукачів скарбів. Заступництву в грошових питаннях завдячує своєму імені, що німецькою мовою означає «корона», позначення різних валют.

## Перекази
Згідно переказу, Корона зазнала мученицької смерті у 16-ти річному віці разом із канонізованим солдатом св. Віктором Дамаським у часи переслідування християн. Св. Віктор був вояком за часів імператора Антоніна й служив у війську, ймовірно, у Єгипті. Коли його комендант довідався, що він християнин, то хотів примусити вояка, щоб він приніс жертву місцевим богам. Але відважний Христовий борець не злякався погроз і почав уголос прославляти Христа. За це взяли його на жахливі муки.
Поки Віктора мучили, Корона, яка, можливо, будучи нареченою одного з його товаришів по службі, втішала і підбадьорювала Віктора. З цієї причини її заарештували і допитували. За іншим переказом, під час ув'язнення Віктора Корона почала прославляти Христа. За те її також ув'язнили і привели до судді, що почав намовляти її зректися віри в Христа. Коли вона рішуче відкинула таку намову, мучителі Корони за наказом судді зв'язали її між двома зігнутими пальмами і розірвали надвоє, відпустивши пальми. За переказами, Віктор був обезголовлений. Інші джерела повідомляють, що Корона була дружиною Віктора.

## Вшанування
День спомину св. Корони — 14 травня, зрідка 20 лютого. Особливо святу вшановують в Австрії і Східній Баварії, де їй присвячені різні паломницькі місця:
- Санкт-Корона-ам-Шепфль
- Санкт-Корона-ам-Вексель
- Паломницька церква св. Корони поблизу Штаудаха
- Паломницька церква св. Корони в однойменному районі Пассау
- Колишня паломницька церква св. Корони в Альтенкірхені поблизу Фронтенгаузена
- Каплиця св. Корони в Аржеті
- Паломницька церква Гандлаб

Також у середньовічному Бременському соборі, куди було перенесено 965 мощей святої, мабуть, був важливий культ св. Корони, про що тут повідомляють значки паломників і три скульптури в соборі. Також її вшановував король Оттон III, який після своєї королівської коронації у 996 році переніс мощі св. Корони разом із мощами св. Леопарда з Отріколі в Умбрії до Аахена. Обидвоє святих стали покровителями Аахенського фонду Марії. Реліквії з раннього XI століття були знову знайдені в 1843 році. У 1911 році їхній вміст був вбудований у новостворену святиню для св. Корони і св. Леопарда в Аахенському соборі, який наразі (березень 2020 року) реставрується.

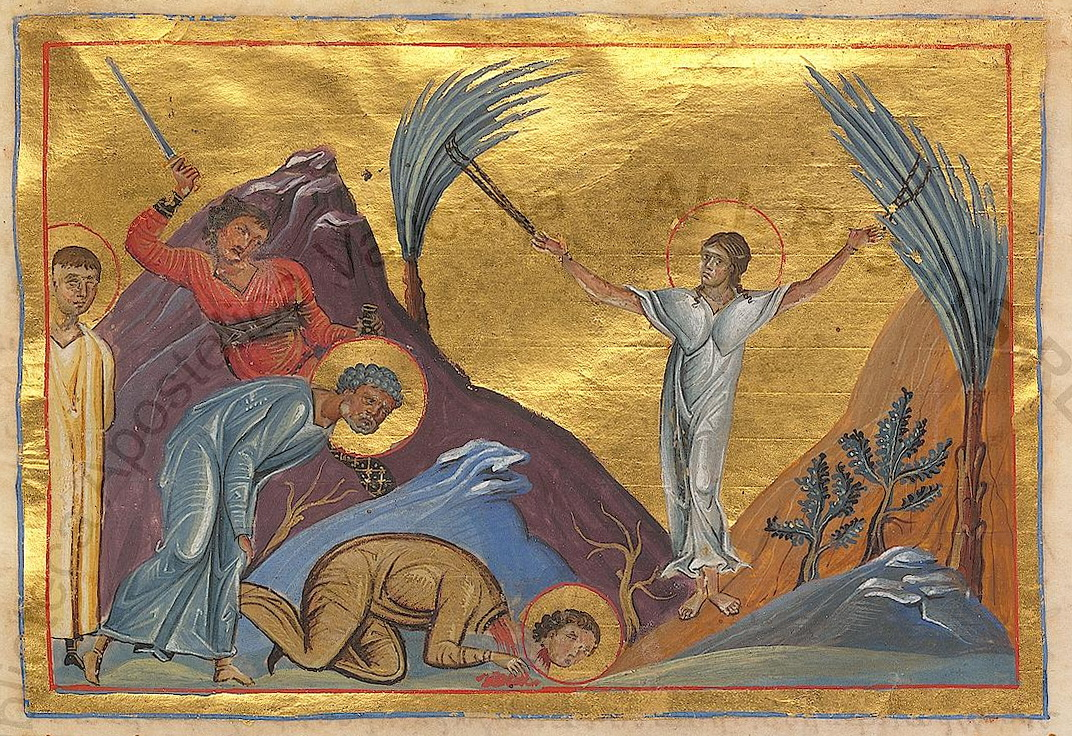
Єгипетські святі: Віктор Дамаський, Вікентій Сарагоський і Стефаніда

У Страсбурзькому соборі вона зображена на вітражі XIV століття у довгій сукні, з накидкою і вуаллю, із мученицькою пальмою у лівій руці. Пізніші зображення показують, як вона дає монету жебраку або тримає грошову скриньку в правій руці. 

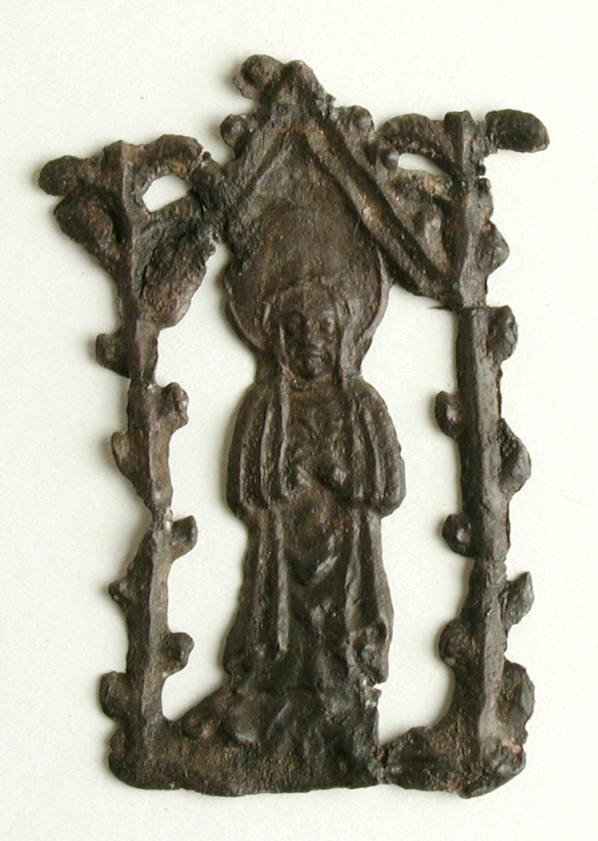
Св. Корона між двома пальмами, значок паломника, близько 1400 року, Музей Фокка, Бремен

Молитва корони — це народно-магічний ритуал, який був особливо популярний у XVII-XVIII століттях і використовувався для виявлення прихованих скарбів. ЇЇ можна знайти в багатьох магічних книгах, у тому числі в 6-й та 7-й Книгах Мойсея. Молитва за скарби продавалася нібито магічними експертами як нібито безпечний засіб здобуття величезного багатства. Судові процеси раннього сучасного періоду, які стосуються пошуку скарбів, здебільшого не локалізують злочин у царині магії, а радше розцінюють його як шахрайство. Окрім св. Корони, також святий Христофор був популярним покровителем шукачів скарбів. 

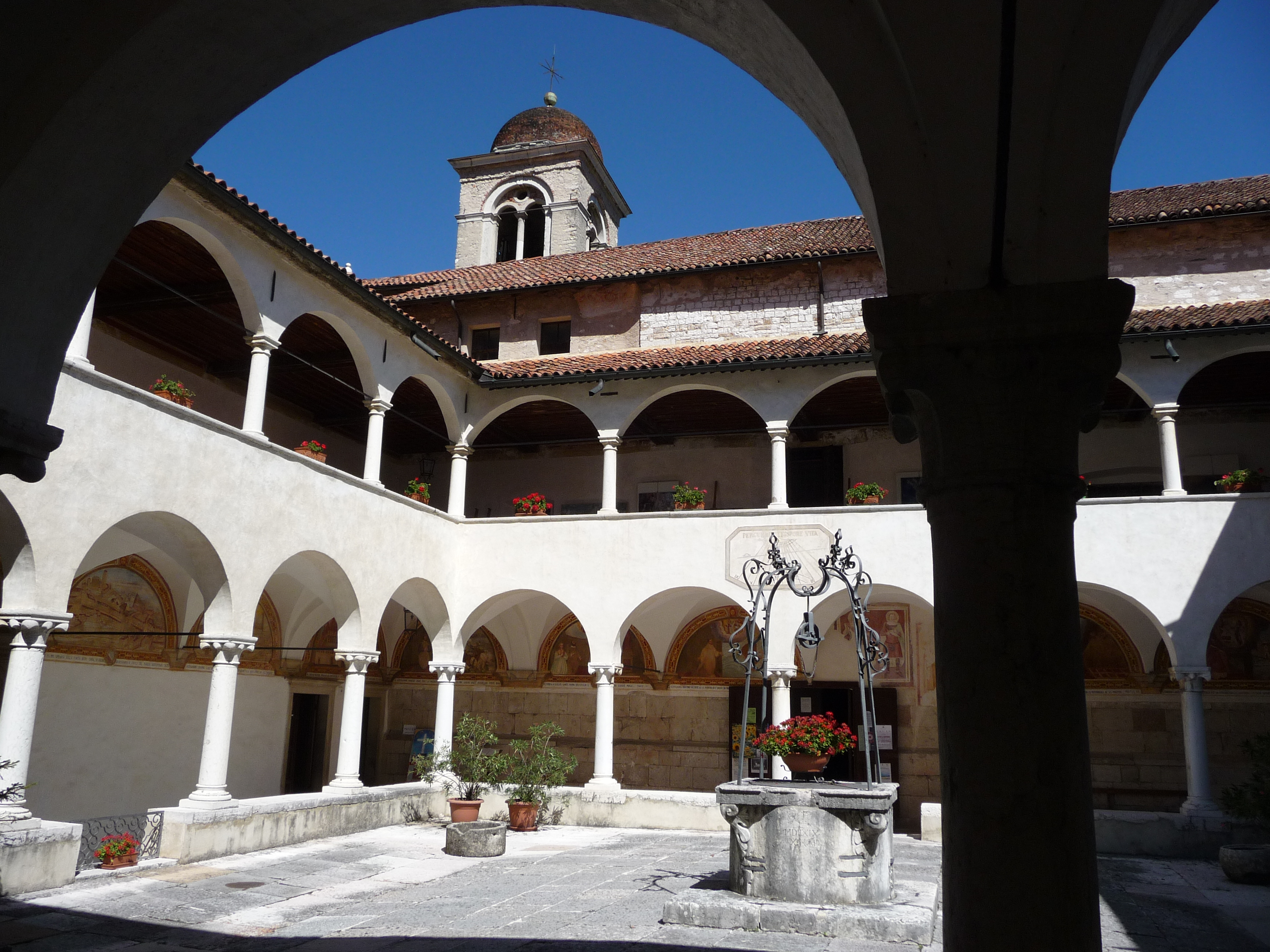
Базиліка св. Віктора і св. Корони, внутрішній двір, Фельтре, Італія

З нижньоавстрійського Санкт-Корона-ам-Вексель збереглася паломницька пісня до св. Корони «Corona hoch erhoben aus diesem Erdental», яку співають на мелодію пісні «Gelobt sei Jesus Christus in alle Ewigkeit». Автор і час написання тексту невідомі. З Санкт-Корона-ам-Вексель повідомляють про заклики до стійкості у вірі, прохання проти негоди і поганих врожаїв та запобіганню епідемій (поголів'я худоби). Про це також йдеться у відповідній статті «Екуменічної енциклопедії святих», проте не зафіксовано в фаховій літературі. Внесок походить із місцевої традиції у Санкт-Корона-ам-Вексель, згідно з якою тамтешнє сільське населення молилося до св. Корони проти хворіб худоби.
Парафія святого Панкратія у Родінзі опублікувала новену на час пандемії коронавірусу 2019/20 із закликом до св. Корони.